# Hacer un puente
Hace Un Puente es el segundo álbum de estudio de La Franela. Fue publicado el 25 de octubre de 2011, el álbum contiene 12 canciones y en colaboración con otros artistas, entre ellos la última aparición  de Gustavo Kupinski en una breve pieza de bandoneón. El álbum de forma inesperada ganó gran popularidad con la canción del mismo nombre «Hacer un Puente», con su sonido reggae y melodías llegó a ser un éxito e impulsado por su vídeo musical publicado en 2012, y considerado un clásico del rock argentino.

## Fondo
El álbum fue grabado, mezclado y producido por Martín "Túcan" Bosa en El Abasto (Mansión Monsterland) y Tucansoniq, masterisado en Puri Mastering por Max Scenna. Grabado entre el 4 de junio hasta el 3 de agosto de 2011. El 15 de octubre, La Franela hizo un recital para despedirse del primer álbum Después de Ver (2009) y presentando el nuevo álbum con adelantos de las nuevas canciones, uno de ellos es «GPS», con la aparición de Antonio Fernández. El álbum fue editado por Tocka Discos, fabricado y distribuido por SONY Music Entertainment (FYN S.A.) en 2011. Editado el 25 de octubre y disponible en formato CD a partir del 28 de octubre de 2011 en tiendas de discos.
En este álbum La Franela le tomó un año componer las canciones y estas fueron mejor trabajadas. El primer álbum Después de Ver (2009) fue grabado rápido, tuvos pocos ensayos, entre 5 días se ensayaba a la semana por la necesidad de mostrar los temas nuevos con "urgencia".

## Arte del álbum

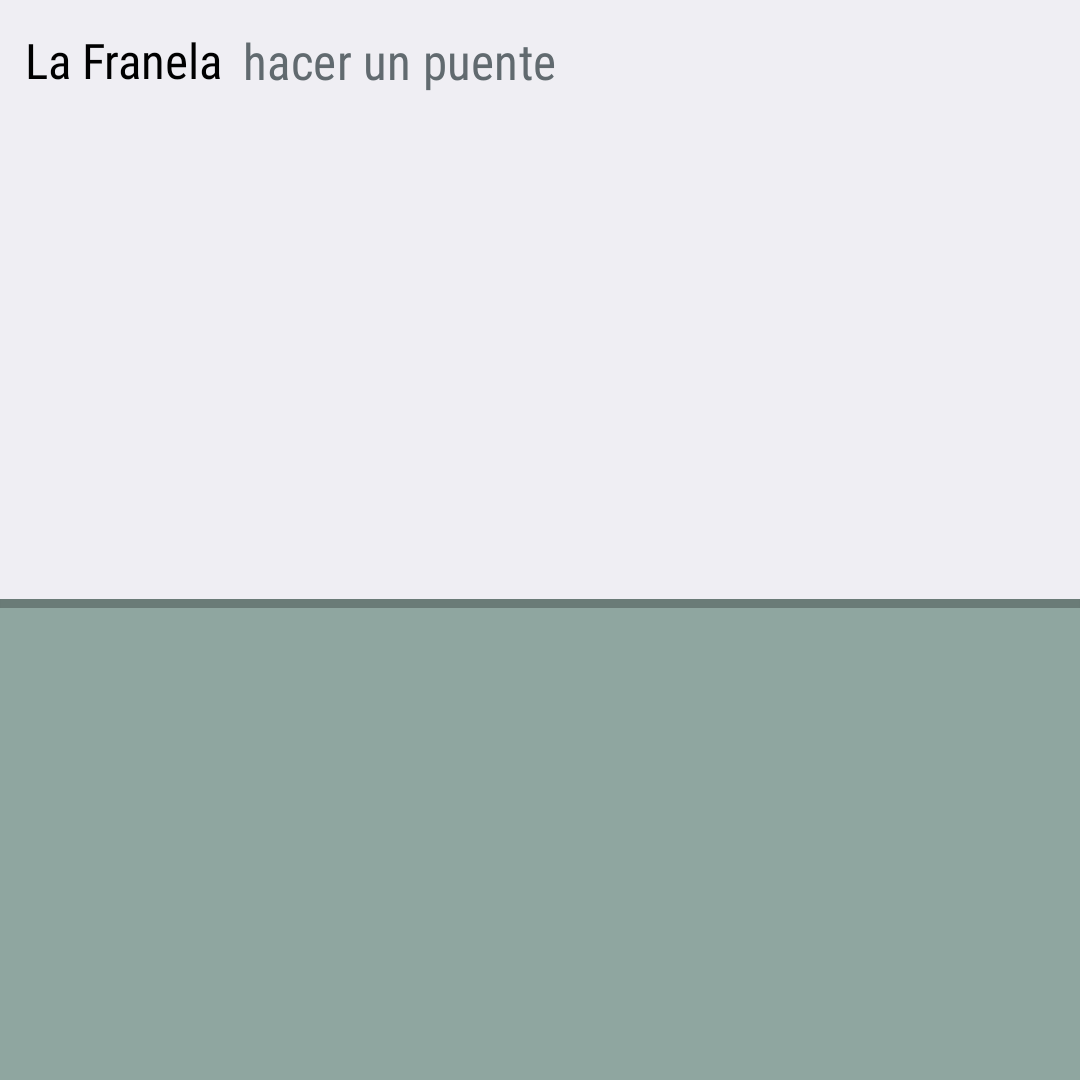
Ilustración simple de la portada.

La portada del álbum es una pintura hecha por la artista de arte y diseño María Allemand, otro de sus trabajos fue el arte de la portada del primer álbum de La Franela. Su obra titulada «Quieto Ahí» que es una pintura de óleo sobre tela, que en interpretación trata de una mujer de vestido o falda de flores de pie arriba de un taburete, sosteniendo un martillo frente a una pared dividida en forma horizontal por dos colores y un interruptor eléctrico. Pero el «interruptor eléctrico» fue removido para la versión del álbum.

## Videografía
| N° | Título              | Detalles                                                   | Posicionamiento Argentina | Reproducciones                 |
| -- | ------------------- | ---------------------------------------------------------- | ------------------------- | ------------------------------ |
| 1  | «Price for Freedom» | - Publicado: 4 de noviembre de 2011 - Sello: PopArt Discos | —                         | 953 mil Video en YouTube.      |
| 2  | «Hacer un Puente»   | - Publicado: 12 de abril de 2012 - Sello: PopArt Discos    | #13                       | 33 millones Video en YouTube.  |
| 3  | «Maikel Focs»       | - Publicado: 14 de marzo de 2013 - Sello: PopArt Discos    | —                         | 1.8 millones Video en YouTube. |
| 4  | «Corre»             | - Publicado: 3 de diciembre de 2015 - Sello: PopArt Discos | —                         | 67 mil Video en YouTube.       |

## Lista de canciones
Los créditos están adaptados de las notas del álbum.

Todas las letras escritas por Daniel "Piti" Fernández, excepto «Lo Nuevo»,  «Maikel Focs» y «Las Horas».
| Canciones de Hacer Un Puente. |                                                  |                                    |                                                |                                    |          |  |
| N.º                           | Título                                           | Letras                             | Música                                         | Vocalista                          | Duración |  |
| 1.                            | «Lo Nuevo»                                       | Daniel Fernández Martín Bosa       | Daniel Fernández Martín Bosa                   | Daniel Fernández                   | 5:15     |  |
| 2.                            | «414»                                            | Daniel Fernández                   | La Franela                                     | Daniel Fernández                   | 3:13     |  |
| 3.                            | «Price for Freedom»                              | Daniel Fernández                   | La Franela                                     | Daniel Fernández                   | 3:11     |  |
| 4.                            | «Hacer un Puente»                                | Daniel Fernández                   | Daniel Fernández Martín Bosa Francisco Aguilar | Daniel Fernández                   | 4:43     |  |
| 5.                            | «Corre»                                          | Daniel Fernández                   | Daniel Fernández Martín Bosa                   | Daniel Fernández                   | 4:15     |  |
| 6.                            | «Sirena»                                         | Daniel Fernández                   | Daniel Fernández Martín Bosa                   | Daniel Fernández                   | 4:21     |  |
| 7.                            | «Maikel Focs»                                    | Daniel Fernández Martín Bosa       | Martín Bosa                                    | Daniel Fernández                   | 4:17     |  |
| 8.                            | «Mareo» (con Carito Santos)                      | Daniel Fernández                   | Daniel Fernández                               | Daniel Fernández Carito Santos     | 4:07     |  |
| 9.                            | «Te Morís de Ganas»                              | Daniel Fernández                   | Daniel Fernández Martín Bosa                   | Daniel Fernández                   | 3:37     |  |
| 10.                           | «Las Horas»                                      | Daniel Fernández Francisco Aguilar | Daniel Fernández Francisco Aguilar             | Daniel Fernández                   | 4:33     |  |
| 11.                           | «Vos Sabés»                                      | Daniel Fernández                   | Daniel Fernández Francisco Aguilar             | Daniel Fernández                   | 3:00     |  |
| 12.                           | «GPS» (con Gustavo Kupinski y Antonio Fernández) | Daniel Fernández                   | Daniel Fernández                               | Daniel Fernández Antonio Fernández | 3:51     |  |
| 48:23                         |                                                  |                                    |                                                |                                    |          |  |

## Personal
Los créditos están adaptados de las notas del álbum.
| - Daniel Alberto Fernández — voz, guitarra - José María De Diego — voz, coros - Carlos Francisco Aguilar — guitarra, ukelele, mandolina, charango, coros - Lucas Emiliano Rocca — bajo - Diego Hernán Módica — batería, percusión - Pablo Ignacio Ávila — saxofón, flauta traversa - Diego Martín Bosa — guitarra, teclado, acordeón, xilofóno - Facundo Farías Gómez — percusión - Alejandro "Pollo" Gómez Ferraro — trompeta, trombóm, clarínete (en «Price for Freedom», «Hacer un Puente» y «Maikel Focs») - Carlos Casella — coros (inspiración en «Maikel Focs») - Antonio Fernández — voz (en «GPS») - Gustavo Kupinski — bandoneón (en «GPS») | - Diego Martín Bosa — mezcla de audio, ingeniero de audio, producción - Alberto Moles y Roberto Costa — producción ejecutiva para PopArt Discos - Alejandro Russo — ingeniero de grabación de baterías - Mauricio Escobar y Pablo "Yogur" Dieguez — asistentes - Álvaro Villagra — psicólogo chino de mezclas - Max Scenna — masterizado - Aitor Graña — afinación de baterías - Adolfo de Castro — lutheir de guitarras y bajos - Emanuel Moscatelli — asistente de La Franela - Zequi Fernández y Karina Moscatelli — coordinación general - María Allemand — arte del álbum (portada) |